# Marx Röist
Marx Röist (* 29. Juli 1454 in Zürich; † 15. Juni 1524 ebenda) war ein Zürcher Bürgermeister und der zweite Kommandant der Päpstlichen Schweizergarde.

## Leben
Als Sohn von Heinrich Röist und Verena Kuon geboren, gehörte er der reichen politischen Elite Zürichs an. Die Familie stammte ursprünglich aus Kilchberg und war seit dem 14. Jahrhundert in Zürich eingebürgert. Röist war zweimal verheiratet. Seine erste Frau, Anna Meyer von Knonau, ehelichte er am 6. August 1500. Aus der Ehe gingen zwei Kinder hervor, die jedoch beide in jungen Jahren verstarben. Mit seiner zweiten Gattin, Elisabeth Klingler, hatte er sechs Kinder, unter anderem Sohn Kaspar, der ihm später als 3. Kommandant der päpstlichen Garde in Rom folgte. Seine politische Karriere begann Röist 1476 als Schultheiss des Stadtgerichts. Im selben Jahr wurde er nach der Schlacht von Murten zum Ritter geschlagen. Ab 1489 vertrat er die Konstaffel im Grossen Rat, und ab 1493 war er Seckelmeister. Er gehörte auch dem Kleinen Rat an und war ab 1498 Reichsvogt von Altstetten.
1505 wurde Röist, wie bereits sein Vater vor ihm, zum Bürgermeister von Zürich gewählt und stand nun an der politischen Spitze der Stadt. Bei der Mehrheit der eidgenössischen Tagsatzungen und Konferenzen, die zwischen 1500 und 1520 in Zürich stattfanden, war er beteiligt. International führte er 1499 eine eidgenössische Gesandtschaft an den Hof Ludwigs XII., wo er ein neues Söldnerbündnis mit Frankreich aushandelte. 1512 führte er eine weitere Delegation zu Papst Julius II. mit demselben Ziel und demselben Resultat. Röist spielte in sämtlichen eidgenössischen Kriegszügen militärisch oder politisch eine wichtige Rolle. So befehligte er die eidgenössischen Truppen bei der Schlacht von Marignano 1515. Als die Niederlage der Eidgenossen feststand, war es Röist, selbst ebenfalls verwundet, der den geordneten Rückzug befehligte und leitete.
Nach dem Tod des ersten Kommandanten wünschte sich Papst Leo X. Röist als Nachfolger für die Schweizergarde. Seine Wahl war nicht zufällig. Zürich galt bis zur Reformation als eine der wenigen Städte, die die päpstliche Politik in der Schweiz zuverlässig unterstützten. Der Hintergedanke war, dass Zürich mit der Wahl Röists noch näher an den Kirchenstaat gebunden werden sollte. Röist wollte wegen seines hohen Alters zunächst nicht annehmen. Durch Überzeugungsarbeit des Papstes, seiner Legaten und des Grossen Rats Zürichs nahm er die Berufung schliesslich doch an. Seine Bedingung war, Bürgermeister von Zürich bleiben zu können, was ihm gewährt wurde. Ausserdem wollte er das Amt nur für eine kurze Zeit innehaben, danach sollte es einem seiner Söhne weitergegeben werden. Röist schaffte es allerdings nie nach Rom. Während seiner Reise dorthin musste er bereits in Chur aus gesundheitlichen Gründen wieder umkehren. Sein Sohn Kaspar Röist übernahm an seiner Stelle das Amt des Hauptmanns, Marx Röist blieb bis zu seinem Tod Titularkommandant.
Mit Huldrych Zwingli stimmte Röist in den meisten religiösen Fragen der Reformation in Zürich überein, ausser bei der Bilderverehrung. Eine Entfernung der Bilder aus der Kirche kam für ihn nicht in Frage. Röist starb am 15. Juni 1524. Noch am selben Tag erliess der Rat von Zürich das Mandat, das zum Bildersturm führte, der von Zwingli befürwortet wurde.